# Aebutina binotata
Aebutina binotata là một loài nhện trong họ Dictynidae. Chúng được Eugène Simon miêu tả năm 1892, và chỉ được tìm thấy ở Ecuador và Brazil.